# 麻布台
麻布台（あざぶだい）は、東京都港区の町名。麻布地区総合支所管内に当たる区域で、現行行政町名は麻布台一丁目から三丁目。住居表示実施済区域。

## 地理
東京都港区中央部に位置する。北東で虎ノ門、東で芝公園、南で東麻布、南西で麻布狸穴町・麻布永坂町、西から北にかけて六本木と隣接する。外務省飯倉公館をはじめとしてロシア大使館・アフガニスタン大使館をはじめ外交関係の施設も多い。
森ビルなどにより複合施設「麻布台ヒルズ」が建設されており、その中核となる「麻布台ヒルズ森JPタワー」は高さ325mで、日本一高いビルである。

## 歴史
- 1878年（明治11年）、麻布区麻布我善坊町として成立。
- 1974年（昭和49年）、住居表示実施により、麻布我善坊町、麻布飯倉町一～三丁目、六丁目の全域に、麻布飯倉片町と麻布狸穴町の東半分を合併し、麻布台一丁目〜麻布台三丁目が新設。

### 町名の由来
台地ではなかったが、麻布に高級住宅地を想起させる瑞祥地名の「台」を冠し成立した。

### 住居表示実施前後の町名の変遷
| 実施後       | 実施年月日    | 実施前（各町名ともその一部）                                                    |
| ------------ | ------------- | ------------------------------------------------------------------------------- |
| 麻布台一丁目 | 1974年1月1日  | 麻布我善坊町、麻布飯倉町1・3〜6（全）、麻布飯倉片町、芝西久保八幡町、麻布狸穴町 |
| 麻布台二丁目 | 1974年1月1日  | 麻布我善坊町、麻布飯倉町1・3〜6（全）、麻布飯倉片町、芝西久保八幡町、麻布狸穴町 |
| 麻布台三丁目 | 1976年10月1日 | 麻布我善坊町、麻布飯倉町1・3〜6（全）、麻布飯倉片町、芝西久保八幡町、麻布狸穴町 |

## 世帯数と人口
2025年（令和7年）4月1日現在（港区発表）の世帯数と人口は以下の通りである。
| 丁目         | 世帯数    | 人口    |
| ------------ | --------- | ------- |
| 麻布台一丁目 | 310世帯   | 615人   |
| 麻布台二丁目 | 291世帯   | 533人   |
| 麻布台三丁目 | 592世帯   | 969人   |
| 計           | 1,193世帯 | 2,117人 |

### 人口の変遷
国勢調査による人口の推移。
| 年                 | 人口  |
| ------------------ | ----- |
| 1995年（平成7年）  | 1,409 |
| 2000年（平成12年） | 1,660 |
| 2005年（平成17年） | 1,631 |
| 2010年（平成22年） | 1,362 |
| 2015年（平成27年） | 2,106 |
| 2020年（令和2年）  | 1,757 |

### 世帯数の変遷
国勢調査による世帯数の推移。
| 年                 | 世帯数 |
| ------------------ | ------ |
| 1995年（平成7年）  | 713    |
| 2000年（平成12年） | 976    |
| 2005年（平成17年） | 1,016  |
| 2010年（平成22年） | 843    |
| 2015年（平成27年） | 1,264  |
| 2020年（令和2年）  | 1,052  |

## 学区
区立小・中学校に通う場合、学区は以下の通りとなる（2022年4月現在）。
| 丁目         | 番地    | 小学校             | 中学校             |
| ------------ | ------- | ------------------ | ------------------ |
| 麻布台一丁目 | 11番    | 港区立御成門小学校 | 港区立御成門中学校 |
| 麻布台一丁目 | 1〜10番 | 港区立麻布小学校   | 港区立六本木中学校 |
| 麻布台二丁目 | 全域    | 港区立麻布小学校   | 港区立六本木中学校 |
| 麻布台三丁目 | 全域    | 港区立麻布小学校   | 港区立六本木中学校 |

## 交通

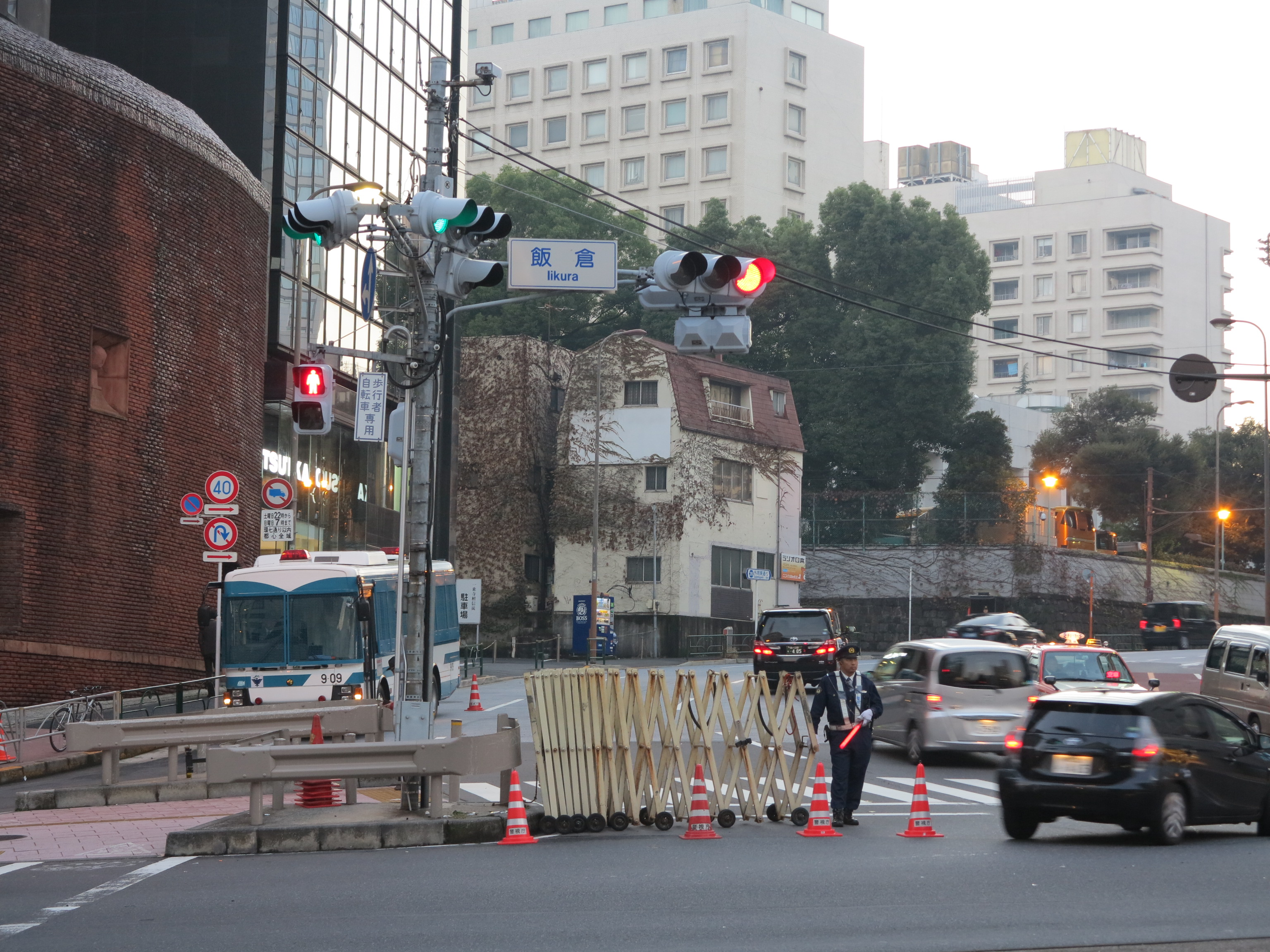
ロシア大使館付近の飯倉交差点

### 路線バス
- 都営バス：橋86/浜95 麻布台停留所
- フジエクスプレス：ちぃばす麻布東ルート 麻布台停留所

## 事業所
2021年（令和3年）現在の経済センサス調査による事業所数と従業員数は以下の通りである。
| 丁目         | 事業所数  | 従業員数 |
| ------------ | --------- | -------- |
| 麻布台一丁目 | 81事業所  | 1,594人  |
| 麻布台二丁目 | 103事業所 | 2,123人  |
| 麻布台三丁目 | 67事業所  | 900人    |
| 計           | 251事業所 | 4,617人  |

### 事業者数の変遷
経済センサスによる事業所数の推移。
| 年                 | 事業者数 |
| ------------------ | -------- |
| 2016年（平成28年） | 276      |
| 2021年（令和3年）  | 251      |

### 従業員数の変遷
経済センサスによる従業員数の推移。
| 年                 | 従業員数 |
| ------------------ | -------- |
| 2016年（平成28年） | 4,965    |
| 2021年（令和3年）  | 4,617    |

## 施設

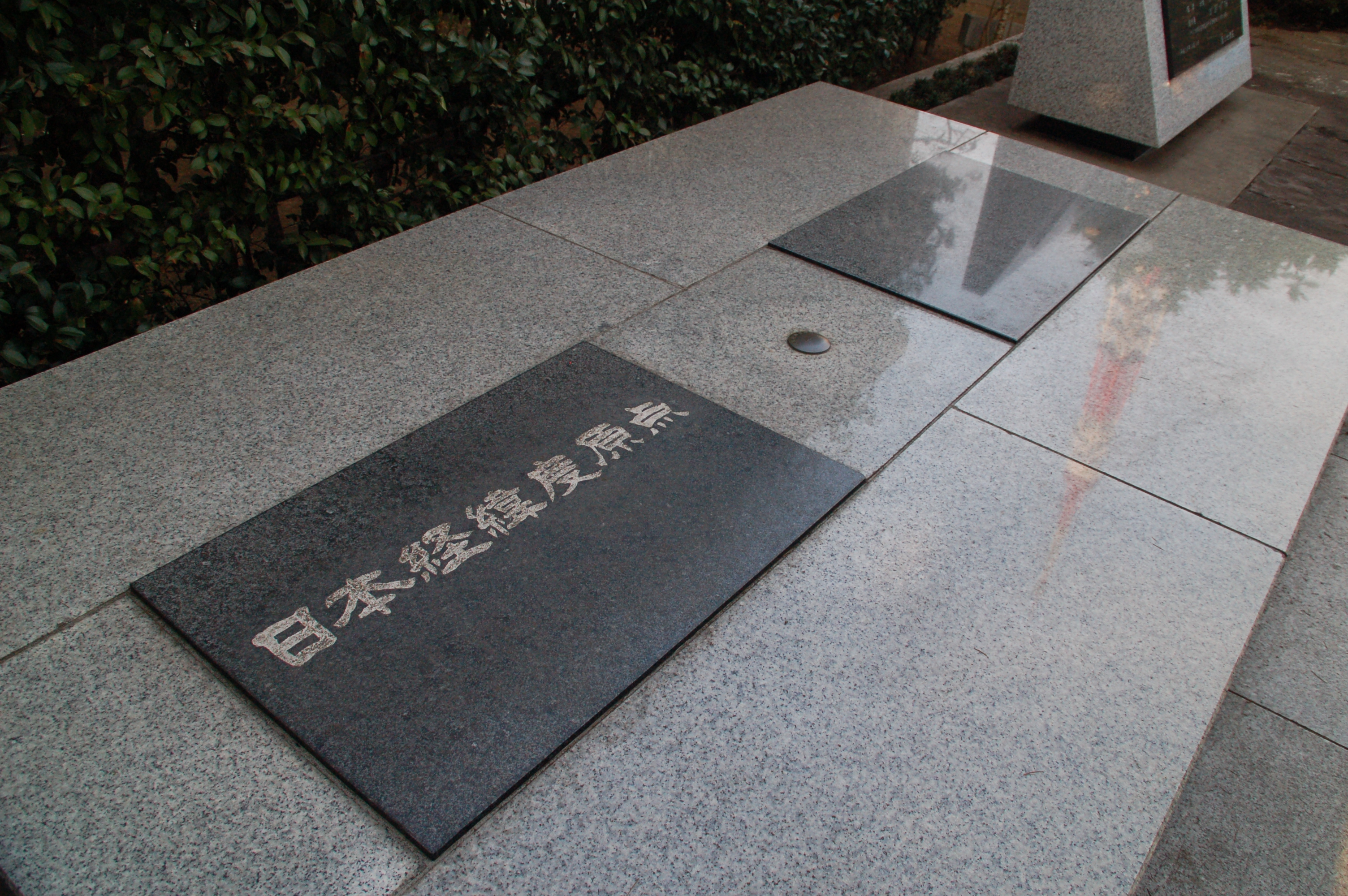
日本経緯度原点

### 麻布台一丁目
- 麻布台ヒルズ
  - 麻布台ヒルズ森JPタワー
  - 麻布台ヒルズレジデンス
  - ブリティッシュ・スクール・イン・東京 麻布台ヒルズキャンパス
  - 森ビル デジタルアート ミュージアム:エプソン チームラボボーダレス
- 飯倉ITビル
  - トンガ大使館
  - モルディブ大使館
- 外務省飯倉別館
  - 外務省外交史料館
- カザフスタン大使館
- 雁木坂
- 港区立麻布小学校
- 行合坂

### 麻布台二丁目
- 麻布台ビル
  - アール・エフ・ラジオ日本
  - 大映テレビ
  - 地方競馬全国協会 (NAR)
  - 農畜産業振興機構
- アフガニスタン大使館
- 榎坂
- 土器坂
- 国土交通省狸穴分室
- 日本経緯度原点
- ノアビル
  - フィジー大使館
- 狸穴坂
- ロシア大使館

### 麻布台三丁目
- 麻布アメレックスビル
  - サモア大使館
  - エクアドル大使館
  - ナミビア大使館
- 大蔵オリエンタルアート 骨董店
- キャンティ (イタリア料理店)

## その他

### 日本郵便
- 郵便番号 : 106-0041[4]（集配局 : 芝郵便局[16]）。